# Pachycereus pecten-aboriginum
Pachycereus pecten-aboriginum ist eine Pflanzenart aus der Gattung Pachycereus in der Familie der Kakteengewächse (Cactaceae). Das Artepitheton pecten-aboriginum leitet sich von den lateinischen Worten pecten für ‚Kamm‘ sowie aboriginus für ‚einheimisch‘ ab und verweist auf dem Gebrauch der dornigen Früchte durch die einheimische Bevölkerung als Kamm. Fremdsprachige Trivialnamen sind „Chik“, „Etcho“ und „Hecho“.

## Beschreibung
Pachycereus pecten-aboriginum wächst baumförmig, ist reich verzweigt und erreicht eine Wuchshöhe von bis 8 Metern. Es werden Stämme von bis 2 Meter Durchmesser ausgebildet. Die tiefgrünen, aufrechten und säulenförmigen Triebe sind häufig quer gefältelt. Sie weisen Durchmesser von 9 bis 13 Zentimeter auf. Es sind 10 bis 12 Rippen vorhanden, die leicht gerundet sind. Die ein bis drei gräulichen Mitteldornen besitzen eine dunklere Spitze und sind bis 1 bis 3 Zentimeter lang. Die acht bis neun Randdornen sind bis 1 Zentimeter und gräulich. Das endständige Pseudocephalium besteht aus rötlich brauner Wolle und bis 6 Zentimeter langen Borsten.
Die weißen Blüten sind 7 bis 9 Zentimeter lang. Sie öffnen sich in der Nacht und bleiben bis in den nächsten Tag geöffnet. Ihr Perikarpell und die Blütenröhre sind sehr dicht mit weichen, rötlich braunen Haaren besetzt. Borsten sind nicht oder nur wenige vorhanden. Die trocknen Früchte erreichen Durchmesser von 6 bis 7,5 Zentimeter und sind von gelber Wolle und Borsten eingehüllt.

## Verbreitung, Systematik und Gefährdung
Pachycereus pecten-aboriginum ist in Mexiko entlang der Küste des Pazifischen Ozeans vom Südosten des Bundesstaates Baja California, über Sinaloa und Sonora bis zum Isthmus von Tehuantepec in Oaxaca weit verbreitet.
Die Erstbeschreibung als Cereus pecten-aboriginum erfolgte 1886 durch Sereno Watson. Nathaniel Lord Britton und Joseph Nelson Rose stellten sie 1909 in die Gattung Pachycereus.
In der Roten Liste gefährdeter Arten der IUCN wird die Art als „Least Concern (LC)“, d. h. als nicht gefährdet geführt.

## Nachweise

## Weiterführende Literatur
- Francisco Molina-Freaner, Alberto Rojas-Martínez, Theodore H. Fleming, Alfonso Valiente-Banuet: Pollination biology of the columnar cactus Pachycereus pecten-aboriginum in north-western México. In: Journal of Arid Environments. Bd. 56, Nr. 1, 2004, S. 117–127, doi:10.1016/S0140-1963(02)00323-3.